# Estación de Cerrillo Maracena
Cerrillo Maracena es una estación en superficie de la línea 1 del Metro de Granada situada en el barrio del Cerrillo de Maracena de la ciudad de Granada, al que debe su nombre.

## Situación
La estación de Cerrillo Maracena está situada en uno de los márgenes de la Avenida del Profesor Antonio Domínguez Ortiz, junto al paso de las vías de la línea de alta velocidad Antequera-Granada de Adif. Además, cuenta con un acceso subterráneo adicional desde la Avenida de Maracena, lo cual permite una mayor accesibilidad desde la otra zona de la barriada.
El objetivo principal de la estación es dar servicio al barrio de Cerrillo de Maracena, así como al área este de Almanjáyar. Situada a las afueras de Granada, se trata de un barrio mayoritariamente residencial, donde predominan las viviendas de alta densidad y el pequeño comercio. A escasos metros también se encuentra la Jefatura Superior de Policía Nacional en Andalucía Oriental.
Cerrillo Maracena se encuentra a 300 metros del Campus de Aynadamar de la Universidad de Granada, en donde se encuentran la ETS de Ingenierías Informática y Telecomunicación, la Facultad de Bellas Artes, así como laboratorios y centros de investigación universitarios del ámbito de las nuevas tecnologías y las telecomunicaciones.
Se trata de la última parada de la línea 1 del municipio de Granada en sentido Albolote, con una situación muy próxima al límite con Maracena. Junto a la estación se encuentra el edificio operativo de Metro de Granada, donde se encuentras las cocheras y talleres, así como el puesto de control y las oficinas centrales de la compañía. Cuando una unidad se encuentra en retirada, esta se convierte en la última estación de la línea a la que llega.

## Características y servicios

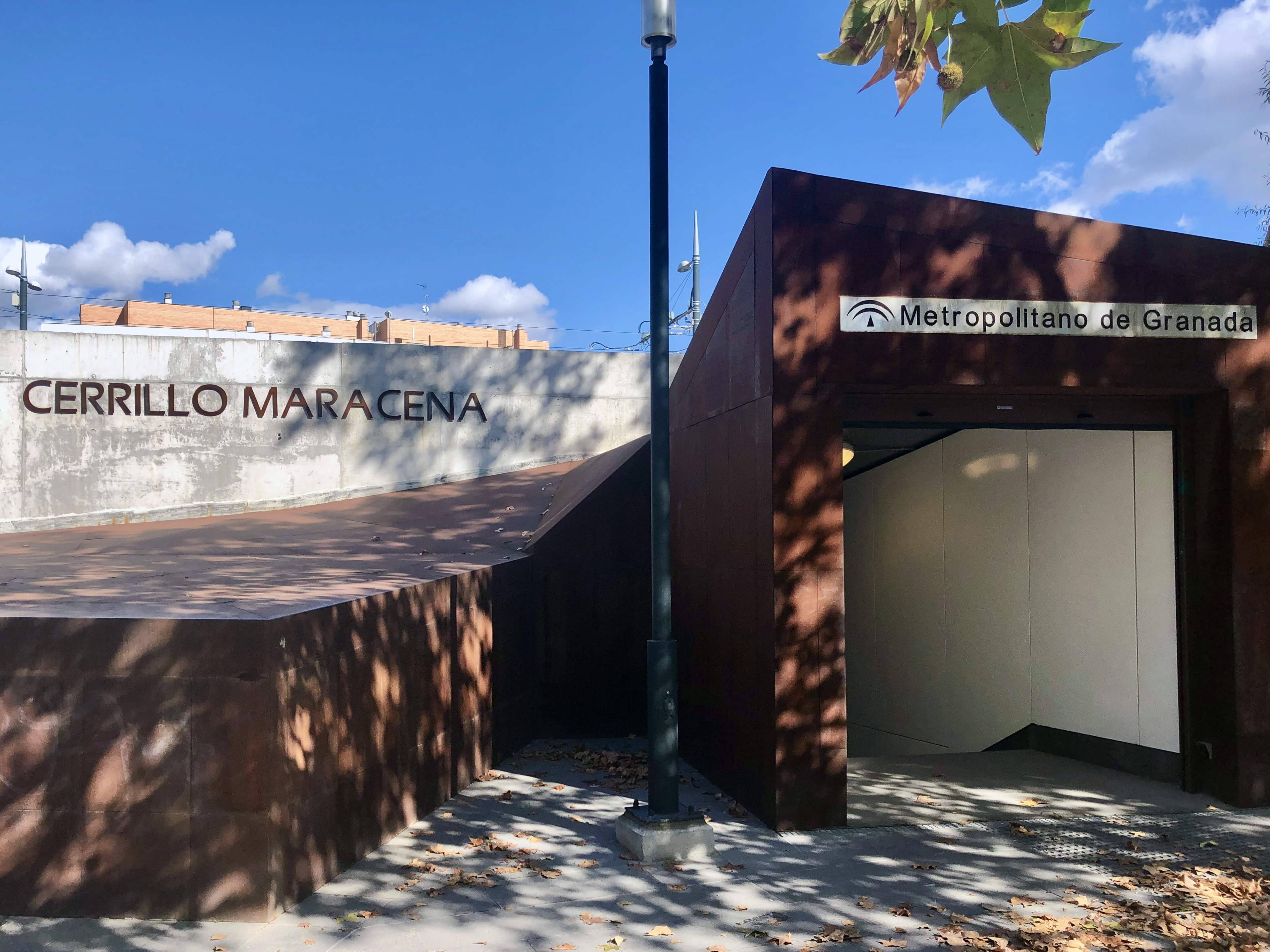
Acceso a la estación desde la Avenida de Maracena.

La configuración de la estación es de dos andenes laterales de 65 metros de longitud con sendas vías, una por cada sentido. La arquitectura de la estación se dispone en forma de doble marquesina a ambos lados, con un techo y elementos arquitectónicos y decorativos en acero y cristal.
La estación es accesible a personas con movilidad reducida, tiene elementos arquitectónicos de accesibilidad a personas invidentes y máquinas automáticas para la compra de títulos de transporte. También dispone de paneles electrónicos de información al viajero y megafonía.
La construcción de la estación trajo consigo la reorganización de la calle Profesor Domínguez Ortiz, ya que en el entorno de esta se construyó un pequeño parque y un acceso peatonal ajardinado, así como una pasarela elevada que permite sortear las vías anexas, conectando así ambas partes del barrio. 
Así mismo, existe un acceso soterrado a la estación desde la Avenida de Maracena con el objetivo de facilitar el acceso a los vecinos de esta zona. Este acceso, que permite pasar las vías de Adif y del propio metro, cuenta con paneles de información y está adaptado a personas con movilidad reducida, ya que cuenta con sendos ascensores en cada extremo.

## Intermodalidad
Cerrillo de Maracena es intermodal con la red de autobuses urbanos de Granada. En concreto, junto al acceso a esta de la Avenida de Maracena se encuentra una parada de la línea N3, que conecta esta barriada con el centro y el resto de líneas. En el entorno de la estación también se encuentra una zona de aparcamiento de bicicletas.